# Franciszek Lilpop

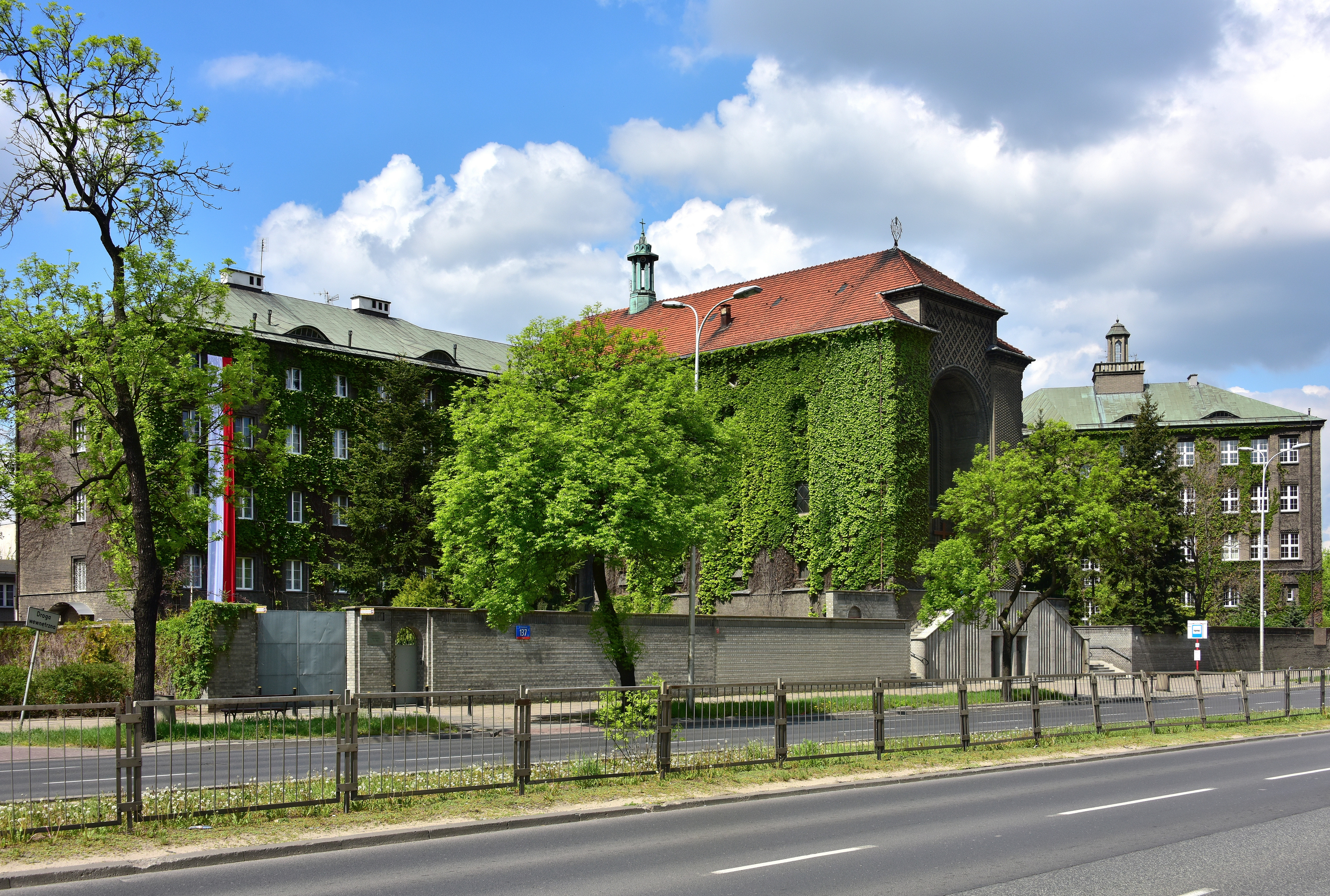
Zakład wychowawczy Zgromadzenia Sióstr Najświętszej Rodziny z Nazaretu z kościołem św. Józefa Oblubieńca przy ul. Czerniakowskiej 137 w Warszawie

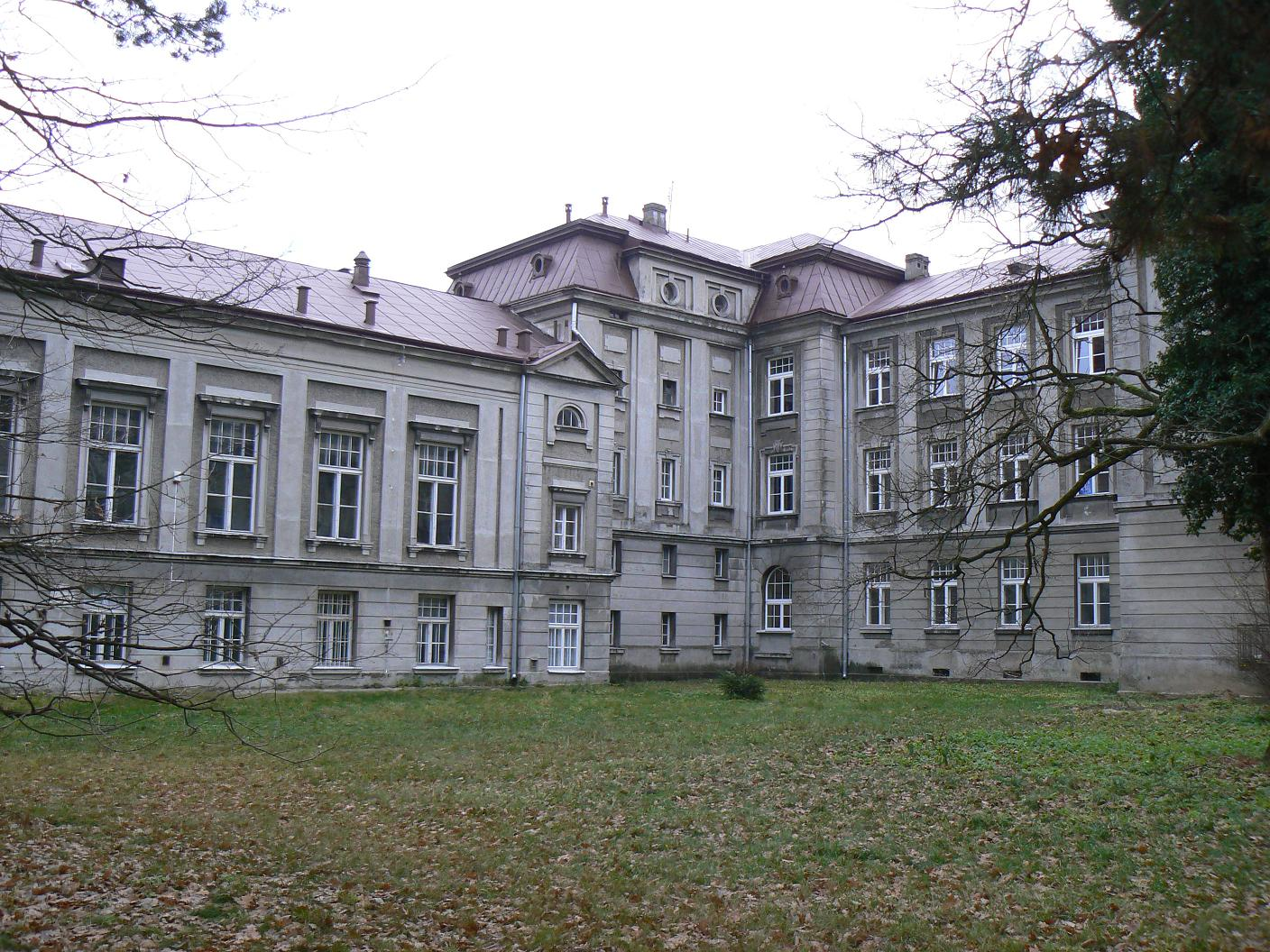
Sanatorium w Rudce, otwarte w 1908

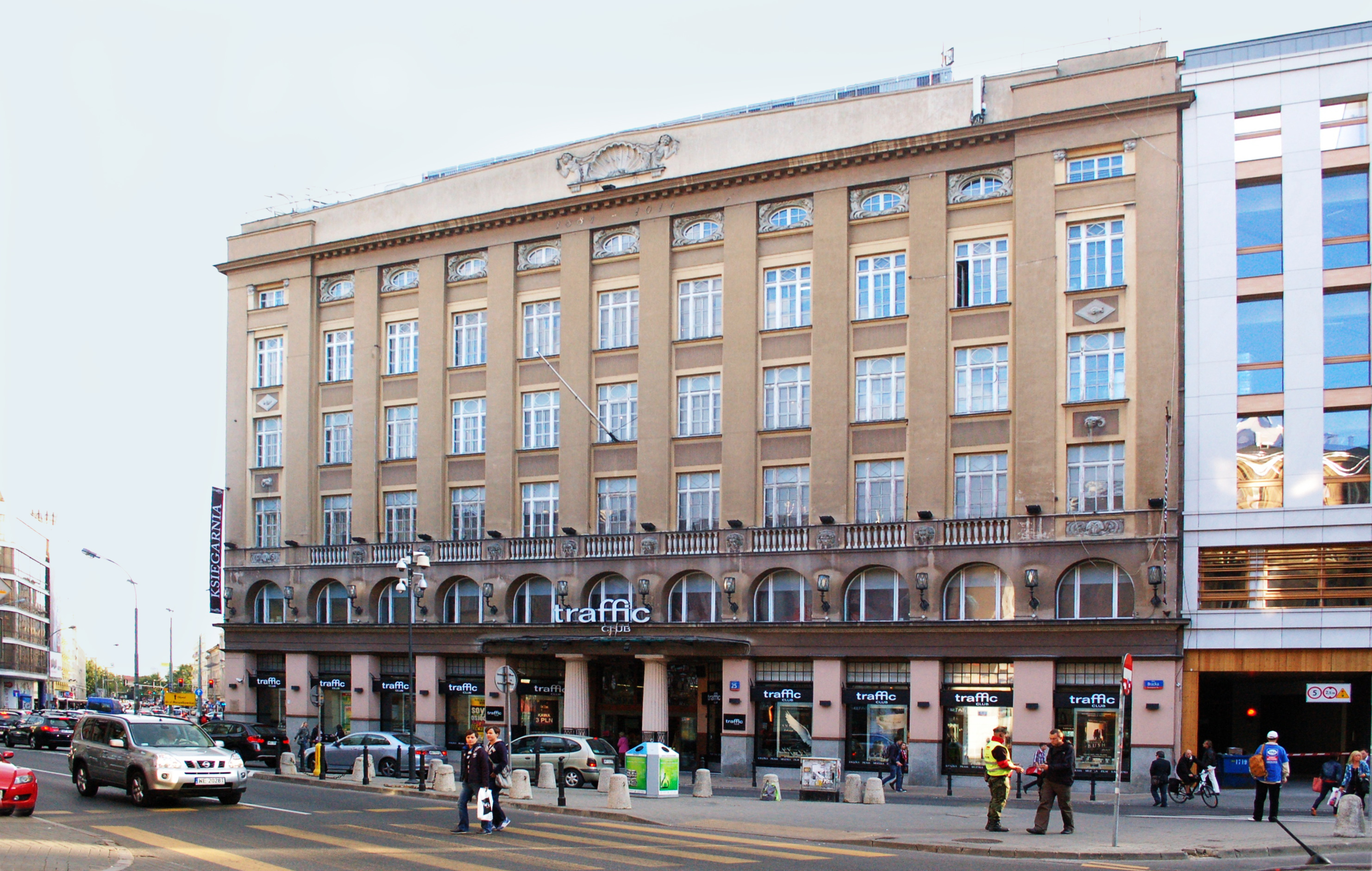
Dom Towarowy Braci Jabłkowskich w Warszawie, zbudowany w latach 1913-1914

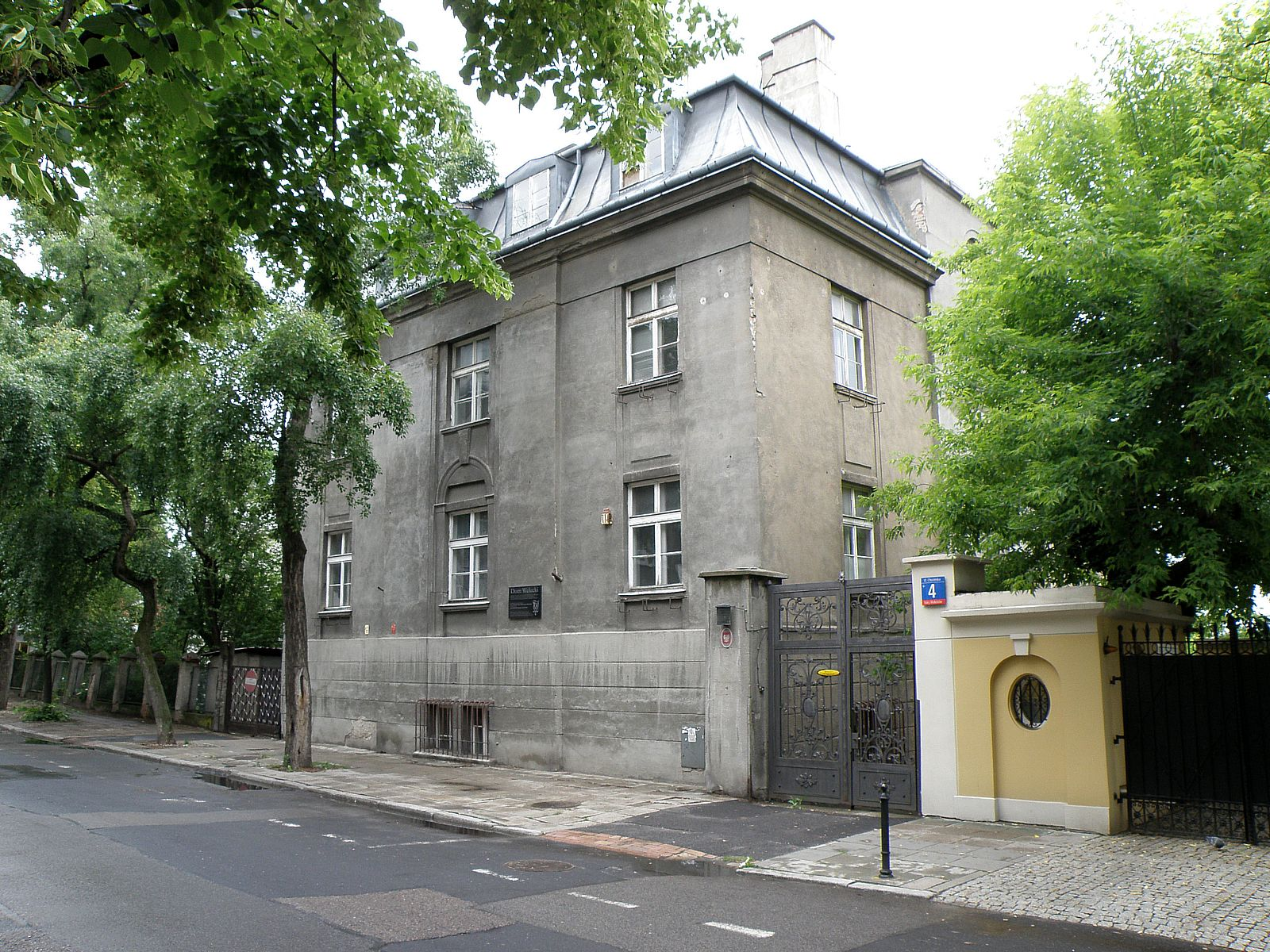
Dom Welecki z 1928, przy ul. Chocimskiej 4 w Warszawie

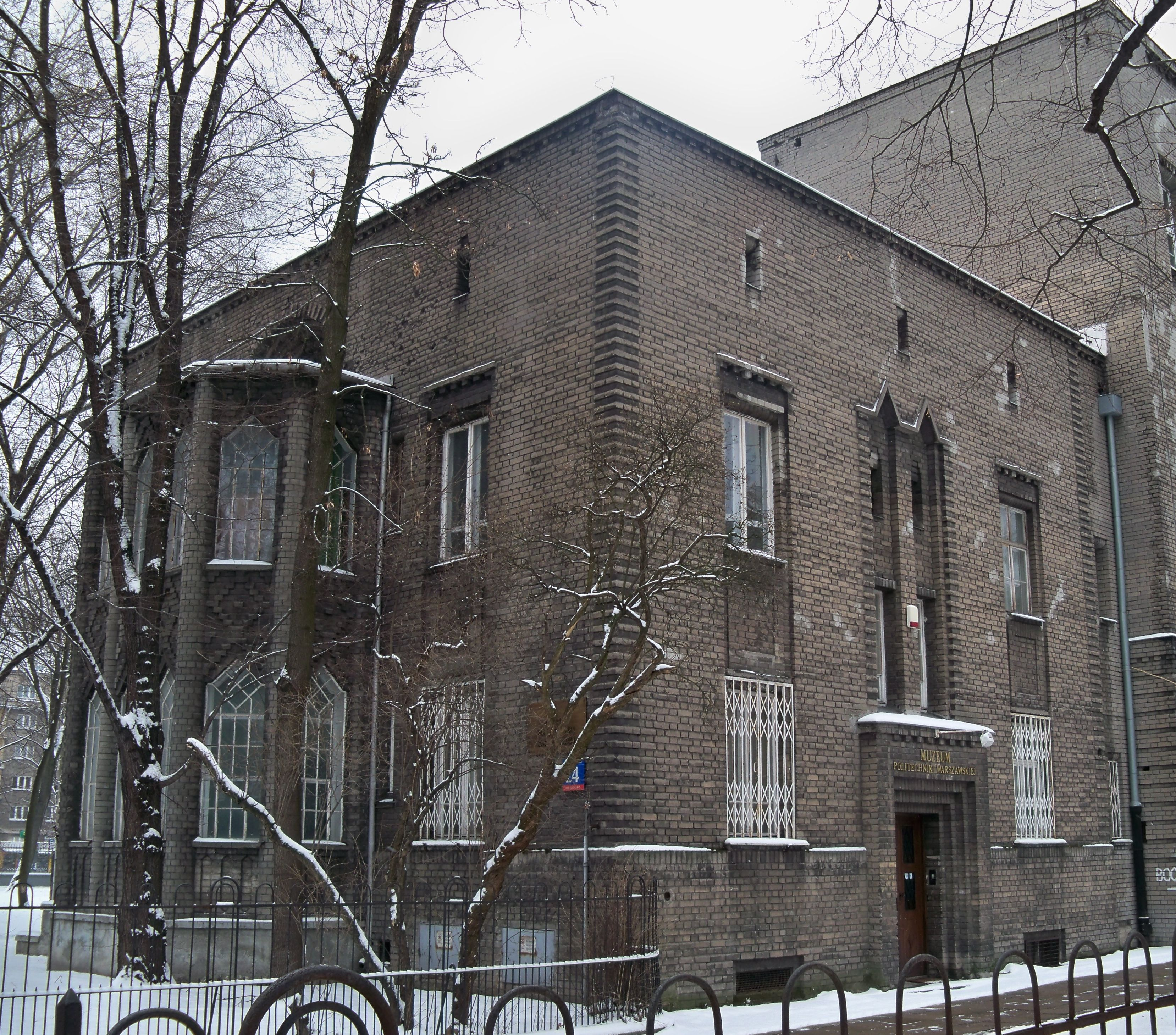
Dawny Instytut Aerodynamiczny, zbudowany w latach 30., obecnie Wydział Mechaniczny Energetyki i Lotnictwa Politechniki Warszawskiej

Franciszek Lilpop (ur. 30 października 1870 w Warszawie, zm. 20 października 1937 tamże) – polski architekt.

## Życiorys
Do szkoły średniej, którą ukończył w 1886 roku, uczęszczał w Rydze; w tymże roku wstąpił na wydział architektury tamtejszej Politechniki oraz przyjęty został do polskiej korporacji akademickiej Welecja. Po ukończeniu w 1894 r. studiów, w 1895 r. rozpoczął pracę zawodową w Warszawie u architekta Józefa Dziekońskiego; niedługo później założył własną pracownię. W 1899 stanowisko głównego projektanta objął architekt Karol Jankowski, z którym w 1903 r. zawiązali spółkę pod nazwą „Biuro Architektoniczne Franciszek Lilpop i Karol Jankowski”.
Wśród licznych opracowań i realizacji firmy szereg stanowi osiągnięcia wybitne w architekturze polskiej. Za czołowe dzieło modernizmu w Polsce uznany został, zaprojektowany w ich pracowni, gmach o szkielecie żelbetowym – Dom Towarowy Braci Jabłkowskich w Warszawie. Z późniejszych prac w Warszawie do najbardziej znanych prac należą:
- Zakład wychowawczy Zgromadzenia Sióstr Najświętszej Rodziny z Nazaretu z kościołem św. Józefa Oblubieńca,
- Instytut Aerodynamiczny Politechniki Warszawskiej,
- Dom Spółdzielczości Rolniczej im. Stefczyka.

Inne prace:
- Szkoła Rontalera w Warszawie,
- Gospoda i ambulatorium przy kopalni „Niemce” w Zagłębiu Dąbrowskim[1],
- Sanatorium w Rudce,
- Gmach Tow. Zakładów Gazowych w Warszawie, Kredytowa 3 (wtedy ul. Erywańska),
- Instytut Higieny Dziecięcej w Warszawie, Litewska 8,
- Kościół i plebania w Małkini,
- Składy towarowe i biura Tow. Akc. „L. Spiess i Syn” w Warszawie, Daniłowiczowska 16, o ciekawej modernistycznej elewacji,
- domy mieszkalne w Warszawie: Aleja Róż 8 i 10, Aleja Armii Wojska Polskiego 8, Wspólna 35, Flory l
- Rosyjsko-Włoskiego Tow. Wyrobów Włókienniczych w Warszawie
- Cynkownia Warszawska
- Zakłady Mechaniczne „Ursus” w Czechowicach,

Według projektów tego biura wybudowano dwory, niekiedy o charakterze pałacowym, w Rakiszkach, Stryjowie, Bondarówce, Falencicach, Zaborowie i Nowinach.
Projekty Fr. Lilpopa i K. Jankowskiego uzyskiwały również nagrody na konkursach:
- Szkoła Handlowa w Łodzi
- Dom Towarzystwa Wzajemnej Pomocy Pracowników Handlowych i Przemysłowych w Warszawie
- Dom dochodowy Ordynacji Krasińskich w Warszawie

oraz wyróżnienia za:
- Dwory w Paszkowie i Opinogórze
- Kościół przy cukrowni Zagłoba w Lubelskim
- Wzorową zagrodę włościańską
- Wzorową szkołę ludową

Za granicą wyróżnienie uzyskał projekt gmachu „The Chicago Tribune” w Chicago.
Najwcześniejsze prace, sprzed lat 1905-1907 reprezentowały różne kierunki architektoniczne – historyzm, secesję i tzw. „styl zakopiański”. Poważna część projektów i realizacji sprzed r. 1914 wykazywała tendencje wczesnomodernistyczne.
Czynny w pracy społecznej, Franciszek Lilpop był współzałożycielem Koła Architektów w Warszawie, a później Delegacji Architektów Polskich przy Stowarzyszeniu Techników. Uczestniczył w pracach Koła Architektów jako sędzia konkursowy, w latach zaś 1914-18 – w pracach studialnych nad przyszłą zabudową kraju. Sprawował różne funkcje w zarządzie. W Polsce niepodległej był inspiratorem tendencji konsolidacyjnych w środowisku architektów. Był prezesem komitetu organizacyjnego, a później wykonawczego I Zjazdu Architektów Polskich w 1919 roku. Pracował przy założeniu SARP. W 1925 r. należał do założycieli pisma „Architektura i Budownictwo”, w którym – jak i w „Przeglądzie Technicznym”, zamieszczał artykuły i wzmianki.
Po 1918 roku zajmował stanowiska samorządowe i w administracji państwowej. Zorganizował Referat Budowlany przy Radzie Miejskiej, przechodząc z czasem na stanowisko jej dyrektora technicznego.
W grudniu w uznaniu jego zasług dla miasta nadano fundacji nagród Rady Miejskiej m. st. Warszawy imię Franciszka Lilpopa.
W administracji państwowej kierował Referatem Gmachów i Terenów Państwowych w Ministerstwie Rolnictwa i Dóbr Państwowych. W ostatnich latach życia był inspektorem technicznym Departamentu Budownictwa Ministerstwa Spraw Wojskowych. Od 1924 roku wykładał budownictwo przemysłowe na wydziale architektury Politechniki Warszawskiej. 
Krótko przed śmiercią, chcąc być pochowany obok żony w jej grobie rodzinnym na Powązkach, przeszedł na katolicyzm. Został jednak pochowany na cmentarzu Wojskowym na Powązkach (kwatera A20-8-21).

## Życie prywatne
Urodził się w zamożnej rodzinie warszawskich luteranów jako syn Edwarda i Marii Karoliny z Wernerów. Jego bliskimi kuzynami byli Norblinowie, Strassburgerowie, Simmlerowie i inne zamożne rodziny warszawskiej burżuazji.
Poślubił bratanicę Henryka Wieniawskiego, katoliczkę, Halinę Zenobię Wieniawską (1876–1925), z którą miał kilkoro dzieci (wszystkie wyznania rzymskokatolickiego):
- Antoniego (zm. 1941), zamordowanego w Oświęcimiu
- Halinę (1904–1993), drugą żonę Artura Rodzińskiego, wybitnego dyrygenta, po 1939 roku przebywającą na emigracji w USA
- Andrzeja (1906–1925), zmarłego na szkarlatynę, którą zaraził matkę, która zmarła wkrótce potem
- Felicję (1908–1993), malarkę, żonę Kazimierza Kranca (1911–1973)
- Anielę (1910–1998), żonę najpierw Witolda Friedmana Mieczysławskiego (1907–1991), a po rozwodzie z nim, trzecią żonę Edwarda Raczyńskiego, prezydenta RP na uchodźstwie
- Marię (1912–1972), żonę Zbigniewa Uniłowskiego (1909–1937), pisarza[3]